# ورم بطانة الرحم
ورم بطانة الرحم هو نوع من الأورام التي تنشأ في الرحم أو المبايض وتشبه الغدد البطانية في علم الأنسجة. إنها تشكل 80% من سرطانات بطانة الرحم و20% من أورام المبيض الخبيثة.

## المبيض

سرطان المبيض لدى النساء فوق سن العشرين عامًا، حيث تمثل المنطقة معدل الإصابة النسبي ويمثل اللون معدل البقاء النسبي لمدة 5 سنوات. ورم بطانة الرحم موضح في أسفل اليسار.

أورام بطانة الرحم المبيضية هي جزء من مجموعة الأورام الظهارية السطحية لأورام المبيض (10-20% منها من النوع البطاني الرحمي). تعتبر المتغيرات الحميدة والحدية نادرة، حيث أن الغالبية منها خبيثة. هناك ارتباط بين التهاب بطانة الرحم وسرطان بطانة الرحم الأولي المتزامن ( سرطان بطانة الرحم ). بحسب علم الأمراض يكون الورم كيسيًا وقد يكون صلبًا وقد ينشأ بعضه في بطانة الرحم الكيسية. في 40% من الحالات، يتم العثور على أورام بطانة الرحم ثنائية الجانب.

## بطانة الرحم
يمكن أن ينشأ سرطان بطانة الرحم في بطانة الرحم. كما تعتبر الدرجتان 1 و2 من سرطان بطانة الرحم من "النوع 1"، بينما تعتبر الدرجة 3 من "النوع 2".

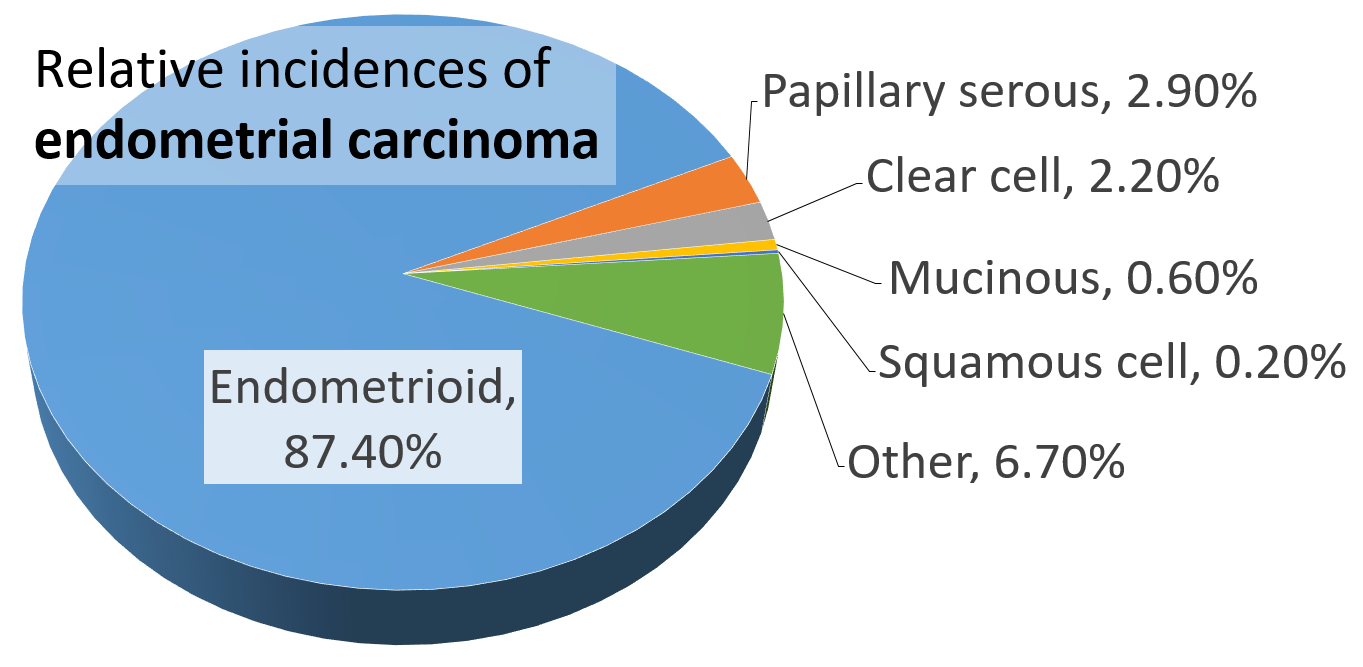
نسبة الإصابة بسرطان بطانة الرحم عن طريق التشريح المرضي، كونها شبيهة ببطانة الرحم في أغلب الحالات

## علم الأحياء الجزيئي

### طفرات بيتا-كاتينين وPTEN جين
تحتوي سرطانات بطانة الرحم والمبيض على أنماط طفرات مميزة في جينات بيتا-كاتينين وPTEN جين. تعد طفرات PTEN أكثر شيوعًا في سرطانات بطانة الرحم الشبيهة بالرحم منخفضة الدرجة (67%) مقارنة بسرطانات بطانة الرحم الشبيهة بالرحم منخفضة الدرجة في المبيض (17%). على النقيض من ذلك، تختلف طفرات بيتا-كاتينين بشكل كبير في سرطانات بطانة الرحم المبيضية منخفضة الدرجة (53٪) مقارنة بسرطانات بطانة الرحم البطانية منخفضة الدرجة (28٪). قد يكون هذا الاختلاف في تواتر طفرة بيتا-كاتينين انعكاسًا للبيئات الدقيقة الورمية المميزة، حيث تتعرض الخلايا الظهارية التي تبطن كيس بطانة الرحم داخل المبيض لبيئة شديدة الأكسدة تعزز تكوّن الورم.